# چنار کمربسته
چنار کمربسته (چنارهای پیر کمربسته سرکان) پنجمین اثر ثبت شده میراث طبیعی ایران است که در استان همدان قرار دارد. این اثر شامل پنج اصله چنار در یکی از مناطق ییلاقی تویسرکان به نام کمربسته، پیرامون دایره‌ای به قطر سه متر است. محیط هر اصله درخت در سطح زمین حدود هفت متر و با ارتفاع حدود ۴۰ متر است که بنظر می‌رسد ریشه و بن واحدی دارند. این چنار از قدیمیترین درختان ایران است. این درخت کهنسال در ۲ دی ۱۳۸۷ با شماره ۵ بعنوان میراث طبیعی توسط سازمان میراث فرهنگی به ثبت رسید.